# Numerius Fabius Pictor
Pour les articles homonymes, voir Fabius Pictor.
Numerius Fabius Pictor est un homme politique romain du IIIe siècle av. J.-C., frère de Caius Fabius Pictor (consul en 269 av. J.-C.).

## Biographie
En 273 av. J.-C., il participe en compagnie de Quintus Fabius Gurges et Quintus Ogulnius Gallus à une ambassade auprès du roi d'Égypte Ptolémée II, parent et soutien de Pyrrhus dont Rome craignait l'intervention en Italie du sud. À leur retour, ils firent rapport au Sénat de leur mission, et donnèrent au trésor public tous les cadeaux que Ptolémée leur avait offerts à titre personnel. Le Sénat repoussa ce geste vertueux et leur permit de conserver ces cadeaux comme récompense de leur mérite.
En 266 av. J.-C., il est élu consul. Il bat les Salentins et les Messaniens. Il reçoit deux triomphes, honneur suprême.